# Luciano Matsoso
Luciano Matsoso (ur. 31 lipca 1994 w Maseru) – lesotyjski piłkarz, występujący na pozycji pomocnika.

## Życiorys
Urodził się na przedmieściach Maseru, a w wieku pięciu lat wyemigrował do Johannesburga (RPA). Mieszkając w tamtym mieście, dołączył do School of Excellence. Następnie został członkiem juniorskiej drużyny Bloemfontein Celtic, został również wcielony do seniorskiej kadry, gdzie jednak nie zagrał żadnego oficjalnego meczu. W tym okresie doznał poważnej kontuzji, po wyleczeniu której został zawodnikiem drugoligowego Roses United. W sezonie 2013/2014 spadł z tym klubem z ligi. Następnie grał w trzecioligowym Baberwa FC. Latem 2017 roku dołączył do czwartoligowego polskiego Oskara Przysucha. W klubie tym rozegrał trzynaście spotkań ligowych. Po jednym ze zgrupowań reprezentacji Lesotho nie wrócił już do klubu. Latem 2018 roku podpisał kontrakt z Black Leopards FC. W październiku doznał poważnej kontuzji, a w całym sezonie 2018/2019 nie wystąpił w barwach swojej drużyny ani razu. W styczniu 2020 roku został piłkarzem lesotyjskiego Lioli FC. Po zakończeniu sezonu został zwolniony z klubu z powodu rozczarowujących występów i wysokiego wynagrodzenia. W lipcu 2020 roku został zaproszony na testy do Lokomotivu Taszkent. W lutym 2021 roku podpisał półroczny kontrakt Wits FC, który to klub wykupił miejsce w ABC Motsepe League (trzeci poziom) od Baberwa FC. Na początku 2023 roku został piłkarzem Bantu FC. W lipcu przeszedł do Botswana Police XI SC.
Ośmiokrotnie wystąpił w reprezentacji Lesotho. Pierwsze powołanie otrzymał w 2015 roku. Wskutek konfliktu z selekcjonerem Thabo Senongiem, wynikłym z braku powołania zawodnika na kwalifikacje do Pucharu Narodów Afryki 2021, w 2021 roku Matsoso zapowiedział zakończenie reprezentacyjnej kariery. Piłkarz wrócił jednak do reprezentacji już pod koniec maja, kiedy to otrzymał powołanie na mecze towarzyskie poprzedzające Puchar COSAFA.

## Statystyki ligowe
Opracowano na podstawie materiału źródłowego
| Sezon         | Klub                   | Liga                    | Mecze | Gole |
| ------------- | ---------------------- | ----------------------- | ----- | ---- |
| 2013/2014 (j) | Bloemfontein Celtic FC | Premier Soccer League   | 0     | 0    |
| 2013/2014 (w) | Roses United FC        | National First Division | 6     | 0    |
| 2014/2015     | Roses United FC        | SAFA Second Division    | ?     | ?    |
| 2016/2017     | Baberwa FC             | SAFA Second Division    | ?     | ?    |
| 2017/2018 (j) | Oskar Przysucha        | IV liga                 | 13    | 1    |
| 2018/2019     | Black Leopards FC      | Premier Soccer League   | 0     | 0    |
| 2019/2020 (w) | Lioli FC               | Lesotho Premier League  | ?     | ?    |